# Svatá Lucie na Letních olympijských hrách 2008
Svatá Lucie se účastnila Letních olympijských her 2008 a zastupovali ji 4 sportovci ve 2 sportech (1 muž a 3 ženy). Vlajkonoškou výpravy byla atletka Levern Spencerová. Nejmladší z výpravy byla Danielle Beaubrunová, které bylo v době konání her 18 let. Nejstarším z výpravy byl Dominic Johnson, kterému bylo v době konání her 32 let. Nikomu z výpravy se během her nepodařilo získat medaili.

## Pozadí
Národní olympijský výbor Svaté Lucie byl založen roku 1987 a roku 1993 jej uznal Mezinárodní olympijský výbor. Na olympijských hrách Svatá Lucie debutovala v roce 1996 a účast na olympijských hrách v Pekingu tak byla její čtvrtou účastí na letních olympijských hrách.
Do Pekingu Svatá Lucie vyslala sedmičlennou delegaci. Jejím vedoucím byl Alfred Emmanuel. Výpravu dále tvořili trenéři Henry Bailey (atletika) a Karen Beaubrunová (plavání), předseda Olympijské výboru Svaté Lucie Richard Peterkin, fotograf Francis Tobias a ministr mládeže a sportu Lenard Montoute se svou manželkou Barbarou Montoute.
Vlajkonoškou výpravy byla během zahájení her atletka Levren Spencerová. Na plochu Národního stadionu v Pekingu vstoupila výprava Svaté Lucie jako 67. Obyvatelé Svaté Lucie však nemohli sledovat přímý přenos ze zahajovacího ceremoniálu z důvodu selhání lokálního poskytovatele kabelové televize.

## Disciplíny

### Atletika
V atletických disciplínách Svatou Lucii reprezentovali tři sportovci. Nejstarší z nich a také jediný účastník předešlých her byl Dominic Johnson, pro kterého byl start v Pekingu jeho třetí olympijskou účastí. Startoval již v roce 2000 v Sydney a v roce 1996 v Atlantě. Kvalifikační limit pro účast na olympijských hrách v Pekingu se Johnsnovi podařilo splnit na poslední chvíli v srpnu 2008 během atletického meetingu který se konal v San Diegu pod záštitou USA Track & Field. Zde dosáhl výkonu 555 cm, který stačil na splnění kvalifikačního limitu B pro start na olympijských hrách Kvalifikační závod mužů ve skoku o tyči se konal 20. srpna 2008. Johnson překonal výšku 530 cm a v kvalifikační skupině obsadil 17. místo, které na postup do finále nestačilo. Celkově se spolu s reprezentantem České republiky Štěpánem Janáčkem umístil na 30. místě.
Erma-Gene Evansová se z atletů Svaté Lucie na olympijské hry kvalifikovala jako první a to 11. května 2007 během Konferenčního mistrovství Konference USA v atletice v I. divizi National Collegiate Athletic Association, kde dosáhla výkonu 56,45 m, kterým splnila kvalifikační limit B stanovený Mezinárodní asociací atletických federací. Tímto výkonem také ustanovila nový národní rekord. Účast na hrách v Pekingu byla jejím olympijským debutem a Evansová zde startovala v závodu žen v hodu oštěpem. V kvalifikaci dosáhla nejlepšího výkonu během svého třetího pokusu a to 56,27 m. Tento výkon v kvalifikační skupině stačil na 15. místo a Evansová tak do finále nepostoupila. Celkově se umístila na 30. místě. V rodné zemi byl přesto její výsledek hodnocen kladně, neboť obsadila 3. místo mezi sportovkyněmi z Karibiku. 
Levern Spencerová splnila kvalifikační limit pro start na olympijských hrách dva dny po Evansové. Stalo se tak na Konferenčním mistrovství Jihovýchodní konference v atletice I. divizi  National Collegiate Athletic Association, kdy výkon 192 cm stačil na splnění kvalifikačního limitu B pro start na olympijských hrách. Spencerová v Pekingu nastoupila do soutěže žen ve skoku do výšky. Během kvalifikace překonala laťku ve výšce 185 cm a umístila se tak na 14. místě své kvalifikační skupiny. Tento výkon na postup do finále nestačil a Spencerová se celkově umístila na 27. místě.
| Sportovec          | Disciplína           | Kvalifikace | Kvalifikace | Finále       | Finále       |
| Sportovec          | Disciplína           | Výkon       | Pořadí      | Výkon        | Pořadí       |
| ------------------ | -------------------- | ----------- | ----------- | ------------ | ------------ |
| Dominic Johnson    | skok o tyči – muži   | 530 cm      | 30.         | nepostoupil  | nepostoupil  |
| Sportovkyně        | Disciplína           | Kvalifikace | Kvalifikace | Finále       | Finále       |
| Sportovkyně        | Disciplína           | Výkon       | Pořadí      | Výkon        | Pořadí       |
| Erma-Gene Evansová | hod oštěpem – ženy   | 56,27 m     | 30.         | nepostoupila | nepostoupila |
| Levern Spencerová  | skok do výšky – ženy | 185 cm      | 27.         | nepostoupila | nepostoupila |

### Plavání

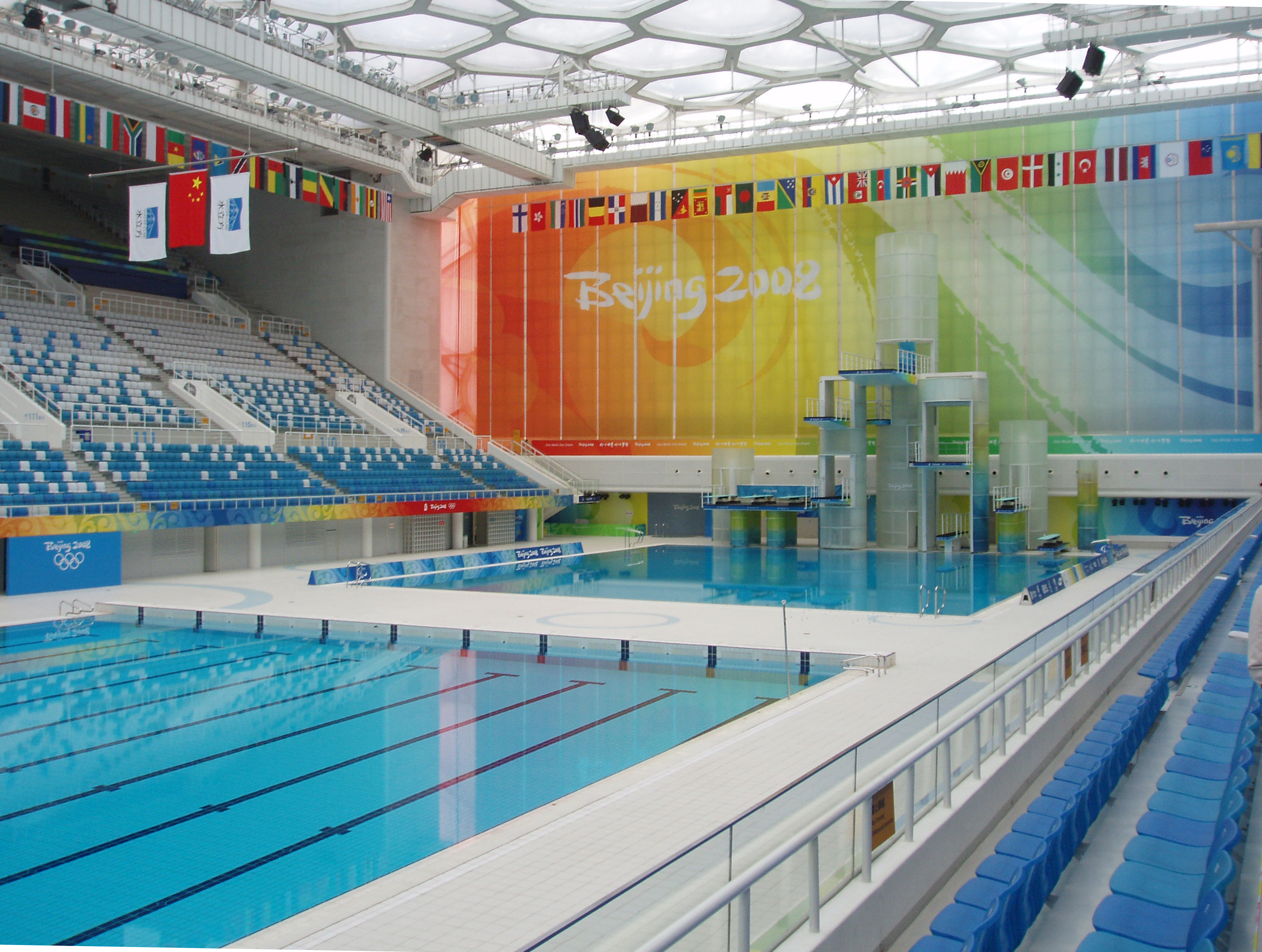
Pekingské národní plavecké centrum, ve kterém se během olympijských her odehrávaly plavecké soutěže

Jedinou plavkyní reprezentující Svatou Lucii na hrách v Pekingu byla Danielle Beaubrunová, která byla ve svých 18 letech nejmladší členkou výpravy. Účast na hrách v Pekingu byla jejím olympijským debutem. Nikomu z plavců Svaté Lucie se nepodařilo splnit kvalifikační limit pro start na olympijských hrách. Podle pravidel Mezinárodní plavecké federace získala každá země ve které nikdo z plavců nesplnil kvalifikační limit pro účast na olympijských hrách pozvánku až pro dva plavce, kterým byl start na hrách umožněn díky divoké kartě. Jedinou podmínkou byla dřívější účast těchto plavců na Mistrovství světa v plavání 2007. Beabrunová na mistrovství světa startovala ve třech disciplínách a to v závodu na 50 m volný způsob, 100 m prsa a 50 m prsa. Z těchto důvodů byla Asociací amatérských plavců Svaté Lucie pro start na olympiádě vybrána právě Beabrunová, která v té době studovala na The Bolles School v Jacksonvillu na Floridě, kde ji trénoval Sergio Lopez.
Beabrunová nastoupila do závodu žen na 100 m prsa, který se konal 10. srpna 2008. Startovala ve druhé rozplavbě kdy s časem 1:12,85 skončila ve své rozplavbě třetí. Celkově však tímto výkonem obsadila 42. místo a Beabrunová do další fáze závodu nepostoupila.
| Sportovkyně         | Disciplína        | Rozplavba | Rozplavba | Semifinále   | Semifinále   | Finále       | Finále       | Pořadí |
| Sportovkyně         | Disciplína        | Čas       | Pořadí    | Čas          | Pořadí       | Čas          | Pořadí       | Pořadí |
| ------------------- | ----------------- | --------- | --------- | ------------ | ------------ | ------------ | ------------ | ------ |
| Danielle Beabrunová | 100 m prsa – ženy | 1:12,85   | 3.        | nepostoupila | nepostoupila | nepostoupila | nepostoupila | 42.    |